# Aleardo Villa
Aleardo Villa (Ravello, 12 de febrero de 1865—Milán, 31 de diciembre de 1906) fue un pintor, dibujante y cartelista italiano.

## Biografía
Discípulo de Giuseppe Bertini y Bartolomeo Giuliano, Villa se gradúa de la Academia de Bellas Artes de Brera. En 1891 expone su obra Consolatrix Afflictorum en la Trienal de Biera y adquiere notoriedad por sus cualidades pictóricas. Dotado de una cierta habilidad compositiva y una predilección por el color, se especializa en el retrato, en particular la figura femenina. Unos pocos años más tarde, sin embargo, abandona la verdadera pintura para dedicarse a lo que llamó la "pintura elemental", o sea los gráficos publicitarios. Básicamente su producción la ejerce en calidad de cartelista para la Officine Grafiche Ricordi de Milán.
Villa se suicidó la noche de Año nuevo de 1906, a los 41 años de edad.

## Pinturas principales
Entre los principales cuadros de la Villa es posible citar los dos presentados en 1906, en Milán, con ocasión de la exposición para la apertura de la Simplon Túnel (Rayos pasados y Escalofríos), otras pinturas importantes están en la Galería de Arte Moderno de Milán: Primavera, Pablo y Virginia, Máscara,  La muerte de los pobres, Femenino y Sala degli arazzi in palazzo Clerici. En el techo del Teatro Nacional de Costa Rica está su obra alegórica del café y el banano.
- 1897 - Regate di Pallanza
- 1897- Alegoría del café y el banano (Costa Rica)
- 1898 - Grandi Magazzini Fratelli Bocconi
- 1899 - Confezioni Mele, revista de Nápoles
- 1900 - Bitter Campari
- 1900 - Cordial Campari
- 1900 - Birra Poretti
- 1900 - Caffaro, diario político de Génova
- 1900 - Adriana Lecouvreur de Francesco Cilea
- 1902 - Gas Aerogeno
- 1902 - Confezioni Mele, revista de Nápoles
- 1905 - Oleoblitz
- 1907 - Papier à cigarettes JOB (Collection JOB, calendario 1907)

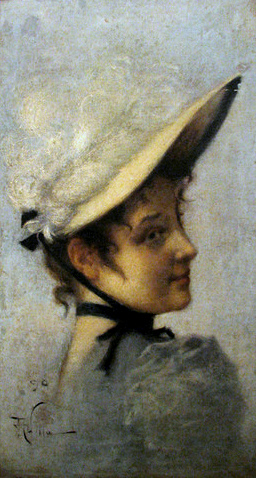
Mujer (1890).
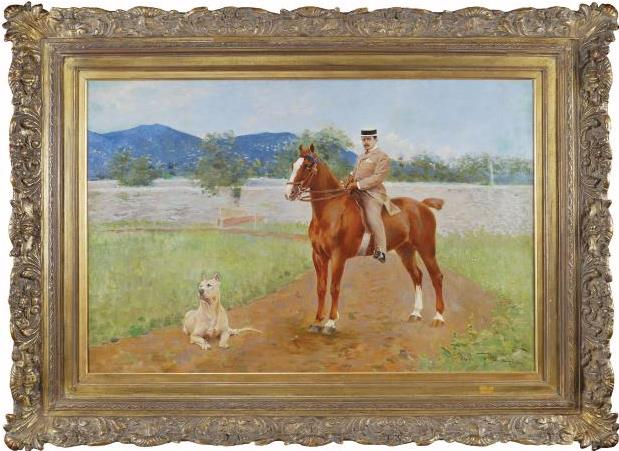
Retrato de Giacomo Puccini
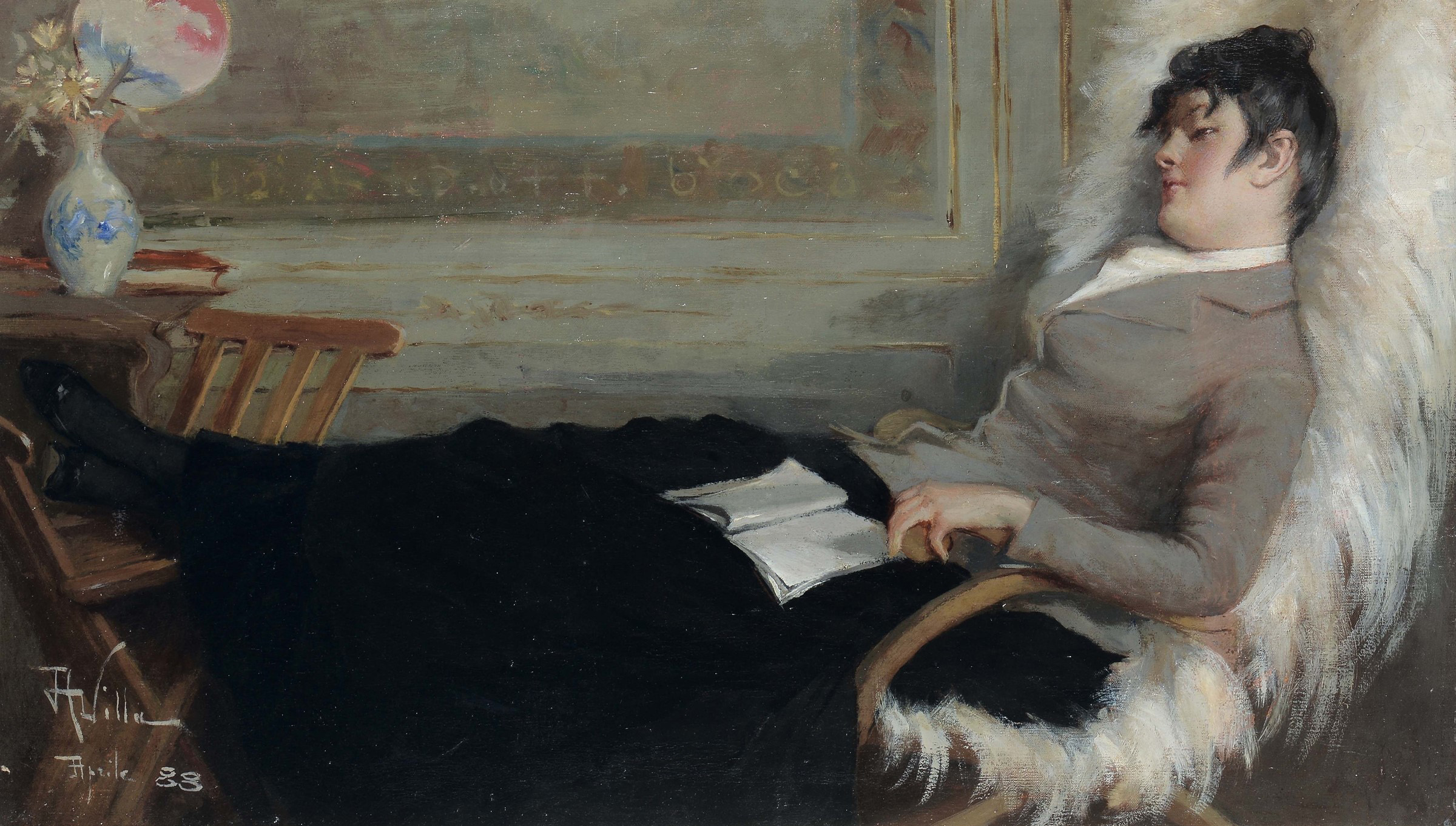
Mujer, óleo sobre lienzo, abril de 1888, en colección privada.
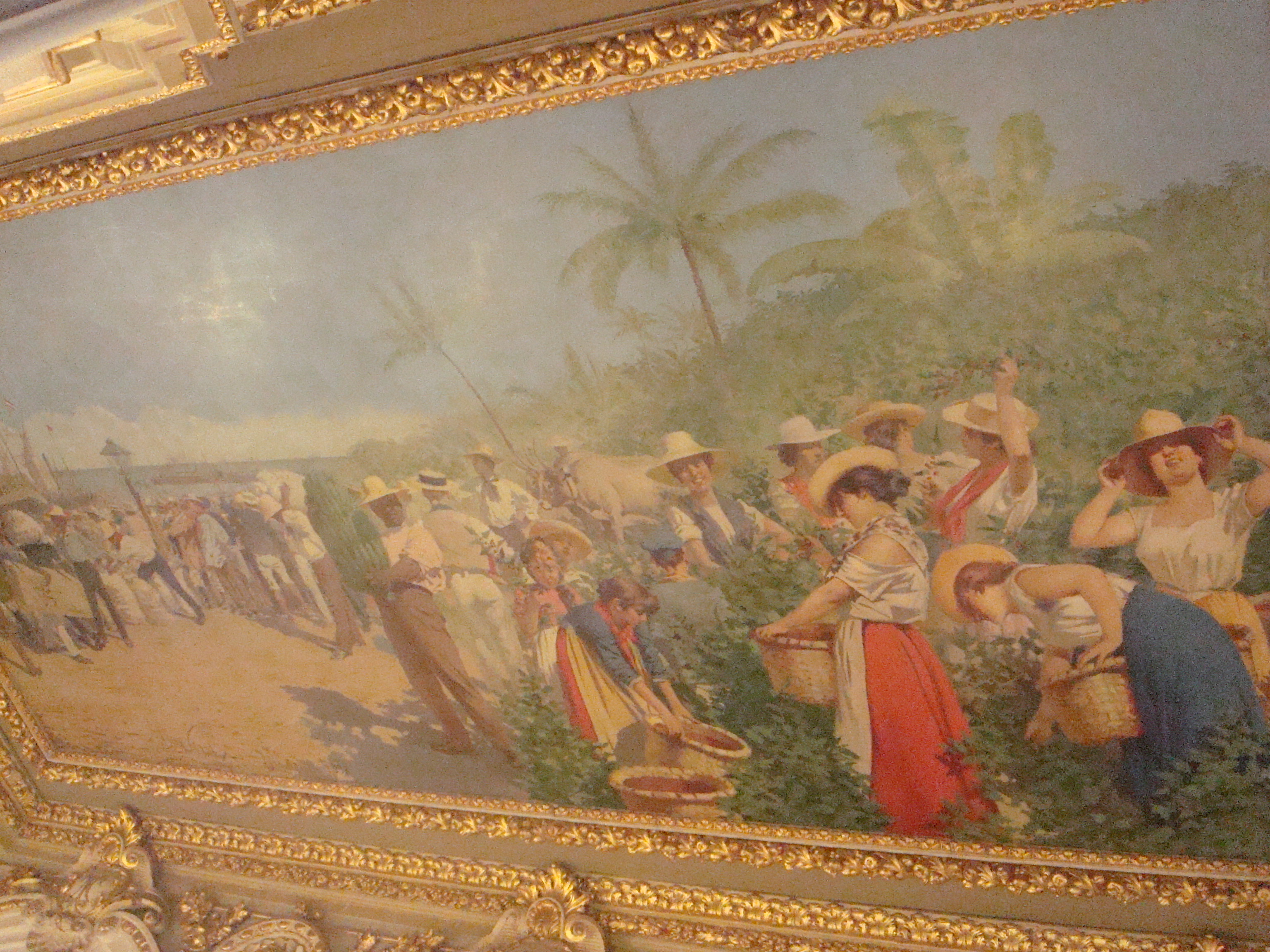
Alegoría del café y el banano, en el Teatro Nacional de Costa Rica.
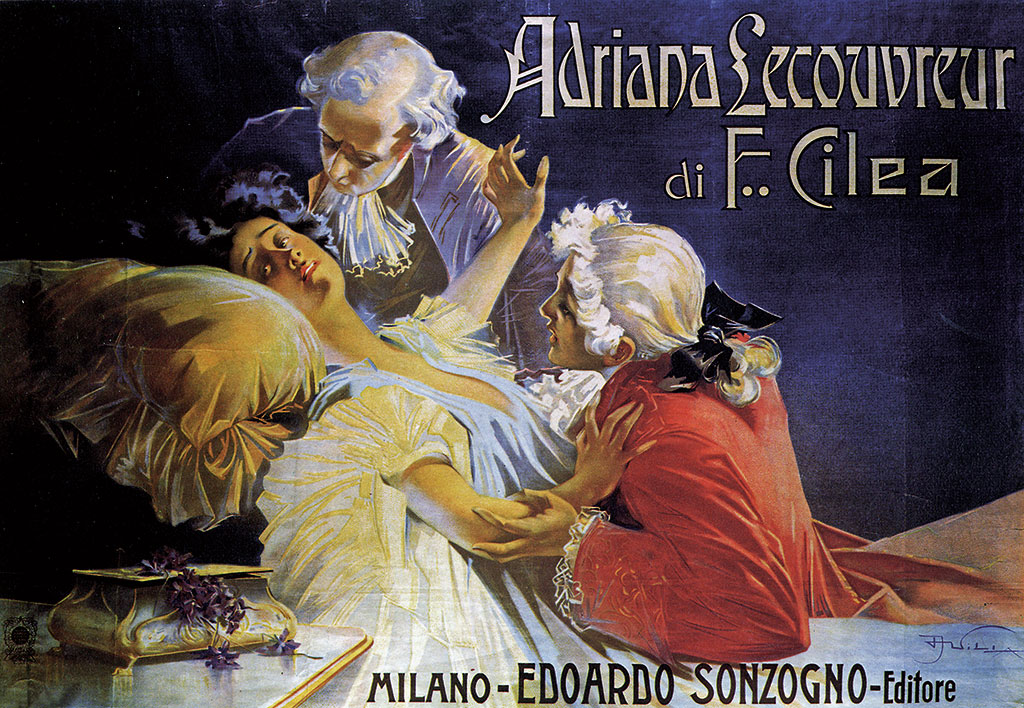
Adriana Lecouvreur de Francesco Cilea.